# Sybil Danning

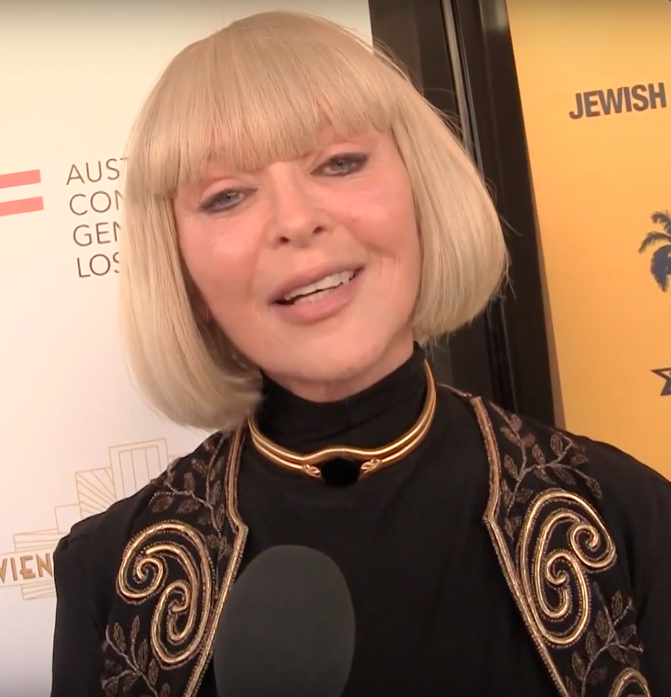
Sybil Danning (2018)

Sybil Danning (* 24. Mai 1947 in Wels, Oberösterreich, als Sybille Johanna Danninger) ist eine österreichische Schauspielerin, die vor allem durch freizügige Auftritte in deutschen Sexfilmen der 1970er-Jahre bekannt wurde.

## Werdegang
Sybil Danning arbeitete zunächst als Zahnarzthelferin bei ihrem Onkel in Ried im Innkreis, wo sie auch einige Jahre lebte, und später als Operationsschwester in einer Salzburger kieferorthopädischen Klinik, bevor sie sich für eine Karriere als Schauspielerin entschied. Ihr Filmdebüt gab sie 1968 als Lorelei unter der Regie von Rolf Thiele in dessen satirisch-frivoler Sexkomödie Komm nur, mein liebstes Vögelein; in der Folgezeit erhielt sie zunächst weiterhin Rollen in deutschen Sexkomödien. Nebenbei jobbte sie als Kosmetikerin und betätigte sich als Fotomodell, auch für Nacktaufnahmen.
1972 zog sie nach Rom und wirkte nun vor allem in internationalen Abenteuer- und Kriminalfilmen mit, ohne sich vollständig von dem ihr anhaftenden Ruf des „Salzburger Nackerls“' lösen zu können. 1977 ließ sich Sybil Danning dauerhaft in Los Angeles nieder und etablierte sich Anfang der 1980er-Jahre als einer der führenden weiblichen Actionstars des B-Films. Danning spielte dabei in fast allen Filmgenres, in Katastrophenfilmen, Horrorfilmen und in Abenteuerfilmen. Immer wieder kehrte sie jedoch zum erotischen Filmgenre zurück, so auch 1985 in dem Sexfilm Young Lady Chatterley II, in dem sie Lord Chatterleys heuchlerische Schwester Judith verkörpert, die sich mit dem attraktiven Gärtner (gespielt von Brett Clark) einlässt.
Ende der 1980er-Jahre gründete Danning ihre eigene Filmproduktionsfirma. Heute ist sie Präsidentin und Chief Operating Officer ihrer Firma Adventuress Productions, die sie 1989 mit S.C. Dacy und Robert P. Palazzo gegründet hat.
Von 2002 bis 2003 war Danning zusammen mit ihrem Mann Horst Lasse Gesellschafter des SC Riessersee.

## Filmografie (Auswahl)
- 1968: Komm nur, mein liebstes Vögelein
- 1970: Liebesmarkt in Dänemark
- 1970: Schulmädchen-Report: Was Eltern nicht für möglich halten
- 1970: Siegfried und das sagenhafte Liebesleben der Nibelungen
- 1971: Ehemänner-Report
- 1971: Das ehrliche Interview
- 1971: Der Geliebte der großen Bärin (L' amante dell' orsa maggiore)
- 1971: Hausfrauen-Report 1 – Unglaublich, aber wahr
- 1971: Das Mädchen mit der heißen Masche
- 1971: L'occhio nel labirinto
- 1971: Paragraph 218 – Wir haben abgetrieben, Herr Staatsanwalt
- 1971: Urlaubsreport – Worüber Reiseleiter nicht sprechen dürfen
- 1972: Blaubart (Barbe bleu)
- 1972: Die liebestollen Apothekerstöchter
- 1972: Gelobt sei, was hart macht
- 1972: Die rote Dame (La dama rossa uccide sette volte)
- 1973: Die drei Musketiere (The Three Musketeers)
- 1973: Der Kleine mit dem großen Tick (L'emigrante)
- 1974: J. & M. – Dynamit in der Schnauze (Arrivano Joe e Margherito)
- 1974: Les noces de porcelaine
- 1974: Die vier Musketiere – Die Rache der Mylady (The Four Musketeers)
- 1974: Ein wildes Leben (La jeune fille assassinée)
- 1975: Derrick: Zeichen der Gewalt (Fernsehserie, eine Folge)
- 1975: Der Geheimnisträger
- 1975: Operation Lady Marlene (Opération Lady Marlène)
- 1976: Der Colt Gottes (Ekdach Haelohim)
- 1976: Die verrückten Reichen (Folies bourgeoises)
- 1976: Whispering Death – „Der flüsternde Tod“
- 1977: Operation Thunderbolt (Mivtsa Yonatan)
- 1977: Der Prinz und der Bettler (The Prince and the Pauper)
- 1978: Katzen töten leise (Cat in the Cage)
- 1979: Airport ’80 – Die Concorde (The Concorde – Airport '79)
- 1979: Meteor
- 1979: Solo für zwei Superkiller (Cuba Crossing)
- 1979: Wer die Killer ruft (The Swap)
- 1980: Die Cash-Maschine (How to Beat the High Co$t of Living)
- 1980: Nightkill
- 1980: Sador – Herrscher im Weltraum (Battle Beyond the Stars)
- 1980: Sam Marlow, Privatdetektiv (The Man with Bogart’s Face)
- 1980: Tag der Kobra (Il giorno del Cobra)
- 1981: Kennwort: Salamander (The Salamander)
- 1981: Separate Ways
- 1981: Vegas (Fernsehserie, 1978) (Vega$)
- 1982: Julie Darling
- 1982: S.A.S. Malko – Im Auftrag des Pentagon (S.A.S. à San Salvador)
- 1983: Das Frauenlager (Chained Heat)
- 1983: Herkules (Ercole)
- 1984: Euer Weg führt durch die Hölle (Jungle Warriors)
- 1984: Kommando Panther (Panther Squad) (auch Co-Produktion)
- 1984: Die sieben glorreichen Gladiatoren (The Seven Magnificent Gladiators)
- 1984: Das turboscharfe Spanner-Motel (Talking Walls)
- 1984: V – Die Außerirdischen kommen (V – The Visitors)
- 1984: Zum Töten verführt (They're Playing with Fire)
- 1985: Malibu-Express (Malibu Express)
- 1985: Private Passions
- 1985: Das Tier II (Howling II: Stirba – Werewolf Bitch)
- 1985: Young Lady Chatterley II
- 1986: Das Geheimnis des Grabmals am Nil (The Tomb)
- 1986: Pridemoore (Reform School Girls)
- 1986: Warrior Queen
- 1987: Amazonen auf dem Mond (Amazon Women on the Moon)
- 1988: The Phantom Empire
- 1989: L.A. Bounty (auch Drehbuch und Produktion)
- 1993: Almenrausch und Pulverschnee: Der Onkel aus Amerika (Fernsehserie, eine Folge)
- 2006: Jump
- 2007: Grindhouse
- 2007: Halloween